# London Metal Exchange
Le London Metal Exchange (Marché des métaux de Londres, ou LME) est la place boursière de Londres spécialisée dans les contrats à terme portant sur les métaux non ferreux (cuivre, étain, plomb, zinc, aluminium, nickel). 

## Description
Le LME est le premier marché mondial des métaux non ferreux avec 80 % des échanges mondiaux. En 2011, il s'est échangé sur ce marché 146.6 millions de lots, pour 15 400 milliards de dollars, soit 61 milliards de dollars par jour en moyenne (46 milliards par jour en moyenne en 2010). Seuls sont autorisés à échanger sur le LME les membres, tels que les banques Goldman Sachs, Merrill Lynch, Société générale, Deutsche Bank, Macquarie Bank, Standard Chartered, les entreprises minières Vale, BHP Billiton, Rio Tinto, Teck Cominco, Glencore, ou encore des industriels comme le fabricant de câbles Nexans ou le sidérurgiste Outokumpu. Les membres du LME approvisionnent les industries du monde entier grâce à un réseau de 600 entrepôts et prennent en charge la gestion du risque. Les cours du LME servent de base de calcul dans toutes les négociations commerciales sur les métaux. 
Il est situé au 56, Leadenhall Street, Londres, dans le quartier d'affaires de la City.

## Historique

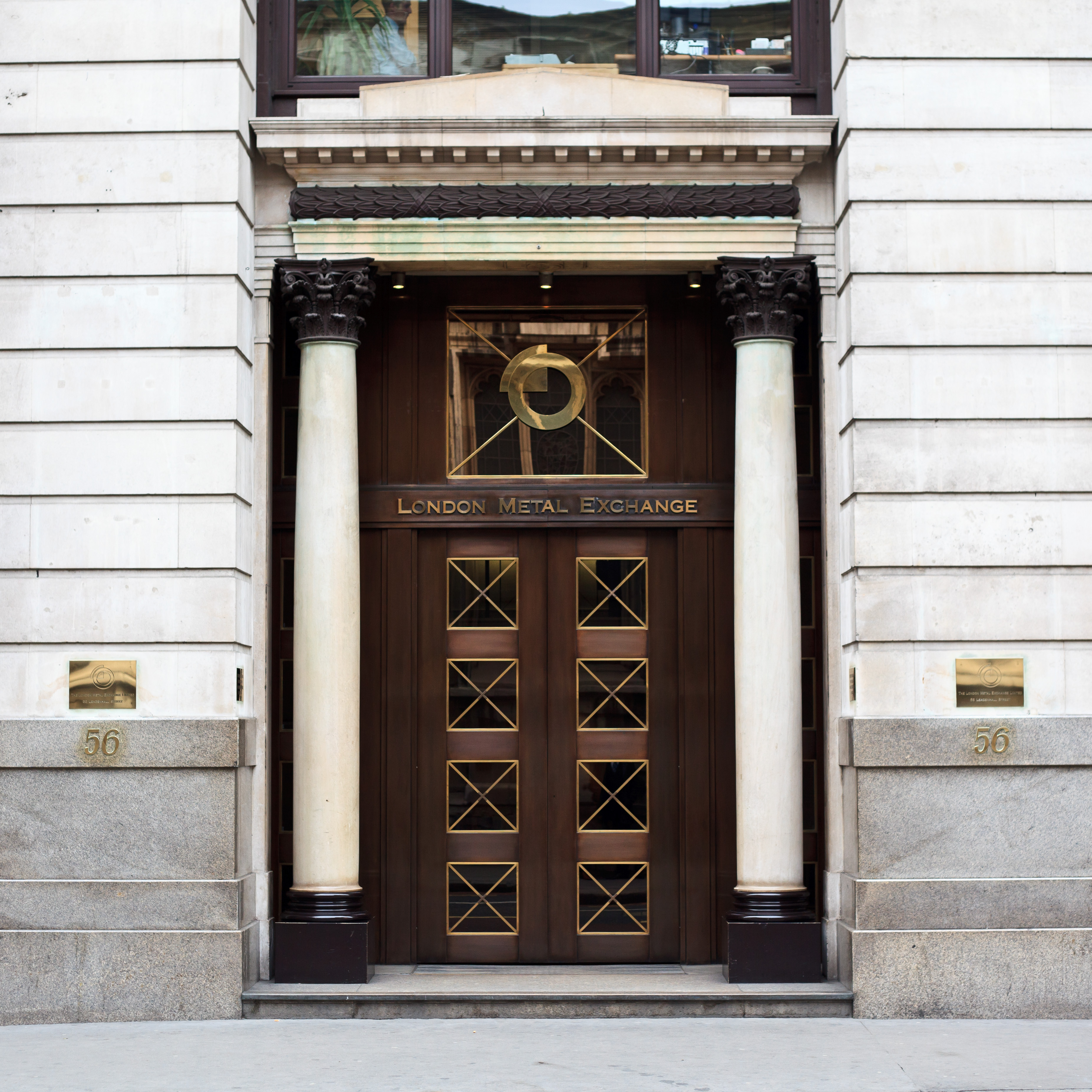
La façade de la bourse

Le LME  a été créé en 1877, mais le principe d'une cotation des métaux remonte à 1571 avec le Royal Exchange de Lord Gresham. Le LME et a fermé pendant la Seconde Guerre mondiale, avant de rouvrir en 1952. Il a subi une crise dans les années 1990 à la suite de spéculations importantes sur le cuivre, qui ont mis en difficulté le courtier japonais Sumitomo en 1996.
Le 16 juin 2012, la Bourse de Hong Kong rachète le LME pour 1,5 milliard d'euros.

## Fonctionnement
Le London Metal Exchange est le marché de référence incontesté de cotation des six grands métaux non ferreux : cuivre, étain (1877), plomb, zinc (officiellement depuis 1920), aluminium (1978), nickel (1979), auxquels s'ajoute depuis 2008 un métal ferreux, l'acier. 
Ces six métaux non ferreux de base font l'objet depuis 2000 d'un indice, le LMEX. Cet indice permet aux investisseurs d'échanger des futures et des options sur ces métaux sans traduire ces opérations financières par des transactions réelles, c'est-à-dire sans réaliser les opérations de stockage et de livraison correspondantes. 
En 2010 sont encore ajoutés le cobalt et le molybdène. Enfin, le LME cote l'or et l'argent en partenariat et pour le compte du London Bullion Market, le marché des métaux précieux de Londres. 
Les échanges au LME se font sur 3 plates-formes : 
- sur le Ring, à la criée, selon la méthode traditionnelle. C'est la dernière bourse physique en Europe encore en activité selon un rituel[6] vieux de deux siècles. Des courtiers assermentés s'assoient sur des canapés rouges disposés en cercle, d'où le nom de Ring. Ils ont alors cinq minutes pour acheter ou vendre entre eux le métal côté, avec une gestuelle et un langage très codé. Au bout des cinq minutes imparties, une cloche retentit mettant fin aux négociations. La dernière minute est souvent animée d'une agitation qui s’accélère au fur et à mesure qu'approche le terme des négociations. Le tout est enregistré par une forêt de micros suspendus au-dessus du Ring, et contrôlé par des observateurs appelés clerks, positionnés derrière le Ring. Après la fin d'un round de transactions, d'autres courtiers s'assoient à leur tour, et un nouveau round de cinq minutes peut débuter pour s'échanger un autre métal côté. Chaque jour, quatre sessions sont ainsi organisées, entre 11 h 40 et 17 h, pour une série de métaux de base non ferreux. Le Ring ne représente que 10 % des volumes échangés au LME.
- par téléphone 24h/24.
- sur le LME Select, une plate-forme d'échanges électronique, entre 01:00 et 19:00 (heure locale).

Le LME n'est pas un marché au comptant : il cote uniquement des produits dérivés, futurs et options, sur ses métaux. 
| métal          | volume du lot | type de contrats   | prix du lot au 24/05/2012 en US$ | stock au 15/07/2011 en tonnes |
| -------------- | ------------- | ------------------ | -------------------------------- | ----------------------------- |
| aluminium      | 25 tonnes     | futures et options | 1 969 $                          | 4.412 millions                |
| cuivre         | 25 tonnes     | futures et options | 7 660 $                          | 462 025                       |
| plomb          | 25 tonnes     | futures et options | 1 934 $                          | 307 850                       |
| nickel         | 6 tonnes      | futures et options | 16 915 $                         | 103 194                       |
| étain          | 5 tonnes      | futures et options | 19 655 $                         | 21 305                        |
| zinc           | 25 tonnes     | futures et options | 1867 $                           | 891 350                       |
| billes d'acier | 65 tonnes     | futures            | 380 $                            |                               |
| molybdène      | 6 tonnes      | futures            | 30 350 $                         |                               |
| cobalt         | 1 tonne       | futures et options | 30 625 $                         |                               |

La caractéristique du LME par rapport aux autres marchés à terme (CME, ICE, NYMEX, LIFFE), est son mode de cotation. Les cotations ne sont pas au LME à échéances mensuelles mais à dates : le LME cote quotidiennement un délai fixe de trois mois, ce qui crée en pratique autant d'échéances que de jours ouvrables. Cette originalité est l'héritage de l'époque où le temps moyen de transport des navires marchands en provenance d'Amérique du Sud ou d'Extrême-Orient était précisément de trois mois. 
Le LME a agréé plus de 600 entrepôts à travers le monde, notamment à : 
- Europe : Royaume-Uni (Hull, Liverpool), Pays-Bas (Rotterdam, Vlissingen), Anvers, Hambourg, Espagne (Bilbao), Italie (Gênes, Trieste)
- Asie : Japon (Yokohama), Corée (Busan, Gwangyang, Incheon), Malaisie (Johor, Port Klang), Singapour, Dubai
- USA : Baltimore, Chicago, Détroit, Mobile, La Nouvelle-Orléans

Les échanges sur le LME se font uniquement en US Dollars, mais le LME donne également les cours de ses produits en livres Sterling, en euros et en yens japonais. 
Les autres marchés à terme dans le monde sont par exemple la Bourse de Chicago, le CME spécialisé dans les denrées agricoles, l'ICE à Atlanta qui cote notamment le pétrole brut de Londres, ou le LIFFE à Londres actif dans les produits dérivés financiers.

### Membres
Les membres sont répartis en sept catégories : 
Ring Dealing, qui peuvent opérer sur le Ring, par téléphone et sur le LME Select. Tous les membres du Ring Dealing sont membres du London Clearing House. Ils sont au nombre de 10 et détiennent le droit exclusif de commercer dans le ring :
- Amalgamated Metal Trading Limited
- E D & F Man Capital Markets Limited
- J.P. Morgan Securities Ltd
- Marex Financial Ltd
- Metdist Trading Ltd
- INTL FCStone Europe Ltd
- GF Financial Markets (UK) Ltd
- Société Générale Newedge Uk Ltd
- Sucden Financial Ltd
- Triland Metals Ltd

Les autres membres du LME sont:
- Associate Broker Clearing, qui opèrent uniquement par téléphone ou sur le LME Select
- Associate Trade Clearing, qui opèrent par téléphone ou sur le LME Select, mais pour leur compte propre uniquement
- Associate Broker ; ils opèrent par téléphone ou sur le LME Select, mais ne sont pas membres de la chambre de compensation (LCH.Clearnet)
- Associate Trade ; ils opèrent pour leur compte propre, uniquement comme clients, ils ne sont pas membres de la chambre de compensation
- deux catégories regroupent des personnes physiques et des membres honoraires

95 % des membres du LME ne sont pas britanniques. Le LME a ouvert en avril 2010 à Singapour (30 Raffles Place #19-03, The Chevron House) son premier établissement à l'étranger pour répondre aux besoins de ses membres ; les trois quarts de ses membres ont un bureau à Singapour.

## Détermination des prix des métaux
À l'origine, les prix sur les marchés des métaux sont essentiellement déterminés par la loi de l'offre et de la demande, concrètement les cycles de la production industrielle et les variations de stocks officiels de métal physique du LME, et par les variations de taux de change. À partir des années 1980, avec le développement mondial des mouvements financiers, ces éléments fondamentaux ont été modifiés par l'arrivée d'investisseurs financiers (notamment les grandes banques d'investissement) ayant pour but de diversifier leurs investissements. Reflet de cette situation, la plupart des membres du Ring « ne sont plus des producteurs comme autrefois mais des banques et des sociétés d'investissements spécialisés, dénotant de l'influence de ces nouveaux acteurs sur le marché ». Résultat de l'intérêt spéculatif de ces banques, fonds de pension et hedge funds est la hausse continue et extrêmement forte de certaines commodités tel que le cuivre dans les années 2000 jusqu'à l'éclatement de la crise financière en 2008 sans aucun rapport avec l'économie réelle. Ainsi, selon une étude de l'EPSCI, « le LME est devenu depuis quelques années un marché avant tout spéculatif. La part des marchandises effectivement livrées à la suite de l'établissement d'un contrat sur le LME est tombée à moins de 1 % ». 

## Controverses
En octobre 2011, Goldman Sachs, ainsi que d'autres gros acteurs du marché des matières premières, serait l'objet de soupçons selon lesquels il créerait artificiellement, avec la complicité du London Metal Exchange, une pénurie de certains métaux pour ainsi spéculer à la hausse sur les cours.